# 喀迈拉鳄属
矛盾喀邁拉鱷（學名：Chimaerasuchus paradoxus）意為「自相矛盾的喀邁拉鱷魚」，是種生存於白堊紀早期的中國鱷類。喀邁拉鱷擁有長腿部，身長略長於1公尺。短吻突前端有四顆牙齒，使牠們看起來像是擁有長牙。相對於幾乎大部分的其他鱷類，喀邁拉鱷擁有很少牙齒與短吻突，牠們被認為是植食性動物。因為牠們的長後肢，喀邁拉鱷被推測可以用後肢站起。

## 外部連結
- Taxon Feedback
- Science News "Ancient Crocrodile Chomped On Plants（页面存档备份，存于）"